# Condado de Tuscaloosa
El condado de Tuscaloosa  (en inglés: Tuscaloosa County), es un condado del estado estadounidense de Alabama que fue fundado en 1818 y se le llamó así en honor al jefe de los choctaw de nombre Tuscaloosa. En el año 2000 tenía una población de 171 159 habitantes con una densidad de población de 48 personas por km². La sede del condado es Tuscaloosa.

## Geografía
Según la oficina del censo el condado tiene una superficie total de 3499 km² (1351,0 mi²), de los que 3429 km² (1323,938223938200 mi²) son tierra y 70 km² (27,02702703 mi²) (1.99%) son agua.

### Condados adyacentes
- Condado de Walker - noreste
- Condado de Jefferson - este
- Condado de Bibb - sureste
- Condado de Hale - sur
- Condado de Greene - suroeste
- Condado de Pickens - oeste
- Condado de Fayette - noroeste

### Principales carreteras y Routes
- Interestatal 20/Interestatal 59
- Interestatal 359
- U.S. Route 11
- U.S. Route 43
- U.S. Route 82
- Ruta Estatal de Alabama 5
- Ruta Estatal de Alabama 69
- Ruta Estatal de Alabama 215
- Ruta Estatal de Alabama 216
- Ruta Estatal de Alabama 297

### Transporte por ferrocarril
Las compañía que disponen de servicio son:
- Norfolk Southern Railway
- Amtrak
- Alabama Southern Railroad
- CSX Transportation

## Demografía
Según el 2000 la renta per cápita media de los habitantes del condado era de 34 436 dólares y el ingreso medio de una familia era de 45 485 dólares. En el año 2000 los hombres tenían unos ingresos anuales 34 807 dólares frente a los 24 128 dólares que percibían las mujeres. El ingreso por habitante era de 18 998 dólares y alrededor de un 17,00% de la población estaba bajo el umbral de pobreza nacional.

## Ciudades y pueblos
Las principales son:
- Brookwood
- Coaling
- Coker
- Holt
- Lake View
- Moundville (de modo parcial)
- North Bibb (de modo parcial)
- Northport
- Tuscaloosa
- Vance (de modo parcial)

## Espacios naturales protegidos
Destaca el Talladega National Forest que trata de proteger la vida salvaje del sur de los Apalaches. 